# São Valentim
São Valentim är en kommun i Brasilien.   Den ligger i delstaten Rio Grande do Sul, i den södra delen av landet, 1 400 km söder om huvudstaden Brasília. Antalet invånare är 3 632. Arean är 154 kvadratkilometer.
Terrängen i São Valentim är kuperad norrut, men söderut är den platt.
Trakten runt São Valentim består till största delen av jordbruksmark. Runt São Valentim är det ganska glesbefolkat, med 21 invånare per kvadratkilometer.